# Kosmorama
Kosmorama est un festival cinématographique annuel qui se déroule en Norvège, dans la ville de Trondheim, et qui se tient depuis 2005.